# Casinaria lamina
Casinaria lamina är en stekelart som först beskrevs av Henry Lorenz Viereck 1921.  Casinaria lamina ingår i släktet Casinaria och familjen brokparasitsteklar. Inga underarter finns listade.